# Малий Зетим
Малий Зети́м (рос. Малый Зетым) — присілок в Дебьоському районі Удмуртії, Росія.

## Населення
Населення — 124 особи (2010; 120 в 2002).
Національний склад станом на 2002 рік:
- удмурти — 91 %

## Урбаноніми[3]
- вулиці — Малозетимська